# ليغو كثيب
ليغو كثيب (بالإنجليزية: Lego Dune)‏ هو موضوع ليغو مستوحى من سلسلة كثيب التي ابتكرها فرانك هربرت، وتم تصميمه خصيصًا على غرار فيلم كثيب لعام 2021 للمخرج دينيس فيلنوف. تم الكشف عن الموضوع لأول مرة في 24 أكتوبر 2023، وتم إصداره في 1 فبراير 2024.

## نظرة عامة
في 24 أكتوبر 2023، أعلنت مجموعة ليغو عن مجموعة ليغو مستوحاة من الأورنيثوبتر التي ظهرت في فيلم كثيب لعام 2021. المجموعة تستهدف الجمهور الذي يزيد عمره عن 18 عامًا، وتباع بسعر 164.99 دولارًا. تم إصدارها في 1 فبراير 2024.

## الشخصيات
يتضمن موضوع ليغو كثيب ثمانية مجسمات ليغو صغيرة مستوحاة من الفيلم: بول آتريديز، ليدي جيسيكا، جيرني هاليك، تشاني، ليتو آتريديز الأول، لييت كاينز، دانكن آيداهو والبارون فلاديمير هاركونن. تتميز شخصية البارون هاركونن بشكل خاص بطولها الكبير وردائها الطويل جدًا.